# Чарлз Гулд
Чарлз Гулд (на английски: Charles Gould) е английски геолог, минен геодезист (маркшайдер), изследовател.

## Ранни години (1834 – 1859)
Роден е на 4 юни 1834 година в Англия, в семейството на орнитолога Джон Гулд. След като завършва Лондонския университет през 1853 известно време преподава геология в Кралското минно училище. В началото на 1857 извършва кратки геоложки проучвания в източната част на САЩ, а след това провежда подобни проучвания във Великобритания. В началото на 1859 е назначен за главен геолог на Тасмания с 600 £ годишна заплата и на 12 април същата година пристига в Хобарт.

## Изследвания в Тасмания (1859 – 1873)
До юни 1867 извършва мащабни геоложки изследвания на остров Тасмания. На север от залива Макуори (на западното крайбрежие) открива висок хребет с върхове Маунт Лайел, Седжуик и Джакс и високопланинската долина на река Линда.
Извършените от него геоложки изследвания допринасят за откриване на редица находища на злато, калай и други редки метали. Съставя първата достоверна геоложка карта на острова. Едновременно с геоложката си дейност Гулд извършва картиране на големи части от острова и се интересува от специфичната флора и фауна на Тасмания, като събира голямо количество колекции.
През август 1869 държавният му договор изтича и до януари 1873 работи като частен геоложки консултант и геодезист в Тасмания, по островите в Басовия проток и в Нов Южен Уелс. От януари 1873 до декември същата година е лицензиран геоложки инспектор в правителството на щата Нов Южен Уелс.

## Следващи години (1873 – 1893)
В края на 1873 напуска Австралия и през юни 1874 се завръща в Англия. От 1880 до 1889 пътува до Мианмар (Бирма), Сингапур, Тайланд, Хонг Конг, Китай, Корея и Япония, като в тези страни също се занимава с частна геоложка консултантска дейност.
През 1889 се завръща за кратко в Европа и заминава за Южна Америка, където на 15 април 1893 умира в Монтевидео, Уругвай., на 58-годишна възраст.